# Palicourea hypomalaca
Palicourea hypomalaca är en måreväxtart som beskrevs av Paul Carpenter Standley. Palicourea hypomalaca ingår i släktet Palicourea och familjen måreväxter.
Artens utbredningsområde är Colombia. Inga underarter finns listade i Catalogue of Life.